# Judah Leib Cahan
Judah Leib Cahan ou Yude-Leyb Cohen, né à Vilna, maintenant Vilnius en Lituanie le 15 février 1881 et décédé à New York le 3 avril 1937, est un folkloriste yiddish.

## Biographie
Cahan est né à  Vilna en 1881. Son père est marchand de farine. En 1889 la famille s'installe à Varsovie où il étudie dans un Heder (école élémentaire religieuse) avant d'apprendre l'horlogerie. Il lit de nombreux livres en yiddish et apprend le russe et le polonais qu'il maitrise rapidement. Encore jeune, il est influencé par plusieurs bibliophiles de livres juifs, tel que Yosef-Yehuda Lerner, Abraham Isaac Bukhbinder, Leo Wiener, Benjamin Segel, et d'autres. Il décide de recueillir le texte des chansons qu'il entend dans la rue en provenance de chaque échoppe ou atelier juif. Il se lie d'amitié avec un groupe de jeunes écrivains Avrom Reyzen, Sholem Asch, Hersh Dovid Nomberg, et à partir de 1899, il assiste souvent le samedi soir à des festivals de chansons folkloriques chez l'écrivain de langue yiddish, Isaac Leib Peretz, qui l'encourage et le félicite pour son intérêt à rassembler les chansons folkloriques.
Apprenant qu'il allait être appelé dans l'armée tsariste, il s'installe en 1901 à Londres où il travaille comme horloger. Il fonde en 1903 le journal yiddish Forverts, l'organe des unionistes socialistes sionistes et donne des conférences à différents groupes sionistes de gauche tout en continuant à rassembler des chansons folkloriques, qu'il recueille principalement chez les nouveaux émigrants juifs de Whitechapel.

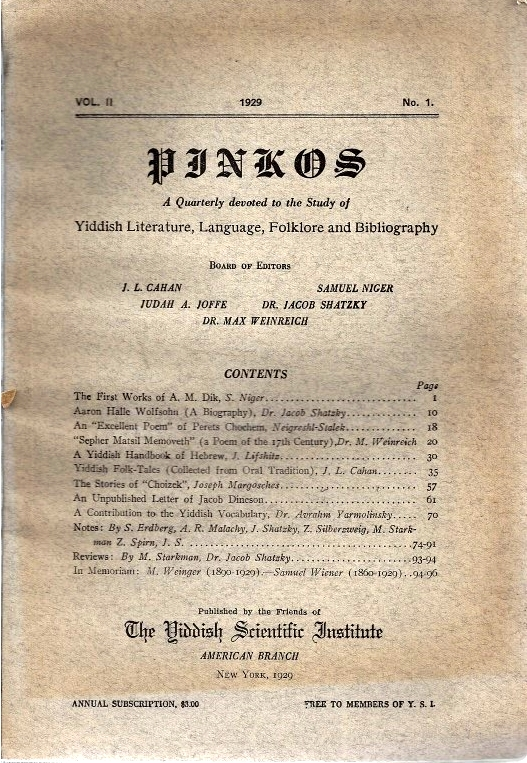
Pinkes - 1929

En 1904 Cahan se fixe à New York. Avec Chaim Zhitlovsky, Leon Kobrin, et Abraham Liessin, il met sur pied à New York en 1905 l'Association littéraire juive dont le but est de recueillir et de publier le folklore juif, mais l'association échouera dans sa tâche.   
Son premier article sur les chants folkloriques yiddishs est publié dans le recueil Literatur en 1910. Son livre Yidishe folkslider mit melodyen (Chansons folkloriques yiddish avec mélodies) en deux volumes est publié en 1912 par The International Library; New York et Varsovie). Il constitue le premier recueil majeur de chansons folklorique yiddish avec leur mélodie. Il publie un autre recueil dans le Pinkes à New York dans les années 1927-1929. Il fonde la maison d'édition yiddish Naye-tsayt (Nouveau temps), qui publie des ouvrages littéraires en yiddish ainsi que des traductions en yiddish de littérature mondiale.
Après la création en 1925 à Vilna de YIVO, l'Institut de recherche juif, Cahan organise la branche américaine, servant initialement de trésorier, puis de président. Il est aussi nommé à la tête du Comité folklore. En 1930, il est invité par YIVO à participer à un séminaire à Vilna pour former de nouveaux collecteurs et chercheurs dans le domaine du folklore juif. Il se rend aussi en Slovaquie et dans le Burgenland en Autriche pour étudier et y recueillir le dialecte et le folklore spécifiques juifs et yiddish. 

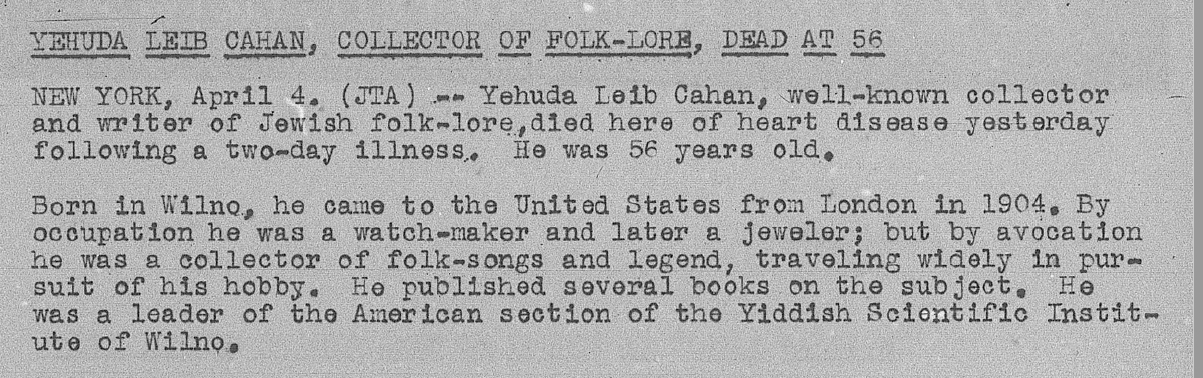
Annonce de la mort de Cahan en 1937 dans le JTA – Jewish Telegraphic Agency

## Publications posthumes
Cahan rédige le cinquième volume du Filologishe shriftn (Études philologiques) du YIVO consacré au folklore yiddish, qui paraitra à titre posthume, dédié à sa mémoire. 
Après la mort de Cahan, YIVO prépare une édition complète de son œuvre en six volumes, trois volumes de chansons folkloriques, un volume de contes folkloriques, un de notes et d'études comparatives et un d'études théoriques. Seul le volume consacré aux contes folkloriques parait en 1940. Les textes des autres volumes sont détruits pendant la Seconde Guerre mondiale, à l'exception des textes sur les études théoriques qui se trouvaient en sécurité à New York. En 1952, YIVO publie un volume consacré aux études théoriques de Cahan sur le folklore, Shtudyes vegn yidisher folksshafung (Études sur le folklore yiddish), composé d'articles, de revues, de correspondances, de notes et de bibliographies. Cinq ans plus tard, YIVO publie 560 chansons folkloriques Yidishe folkslider mit melodyes (Chansons folkloriques avec mélodies) à partir des quatre recueils de chansons folkloriques de Cahan. Les deux volumes sont édités par Max Weinreich.

## Sa méthode de sélection des chansons
Cahan a maintenu des règles strictes pour ne retenir que ce qu'il juge être un chant folklorique authentique, en se basant sur la forme, le vocabulaire, la rime, le dialecte et l'intégrité de son informateur. Il est intéressé par l'interdépendance des folklores des différents peuples, la dissémination, l'ancienneté et la folklorisassions des chansons. Il analyse les variantes coterritoriales et trouve des survivances de vieux chants d'amour dans des chansons enfantines. À l'opposé, il rejette les chants ouvriers, les chansons des badchen (comédiens animateurs des cérémonies de mariages) et les chants religieux et de fêtes contemporains, comme n'étant pas d'authentiques chansons folkloriques. Il a d'abord cru que le folklore émanait des classes sociales inférieures, mais ultérieurement, il a dû admettre que les classes sociales supérieures pouvaient aussi être créatrices et propagatrices du folklore yiddish. 

## Autres œuvres de Cahan
Dans sa jeunesse, Cahan a écrit lui-même des poèmes populaires qu'il a publiés à New York en 1904, dans le journal Arbayter (Ouvrier), sous la direction littéraire de David Pinski.  Certaines de ses poésies, comme Dos yudishe meydele (La jeune fille juive) ont été reprises dans l'anthologie de Moyshe Bassin Finf hundert yor yidishe poezye (Cinq cents ans de poésie yiddish) en 1917 à New York. 
Il a aussi publié à New York dans les années 1925-1926, plusieurs histoires pour enfants dans le Kinder-zhurnal (Journal des enfants) ainsi qu'une traduction en yiddish, sous le pseudonyme de Keyle, de l'œuvre d'Heinrich Heine dans le Literarishe velt (Monde littéraire), édité par Avrom Reyzen.

## Œuvre traduite en français
- Yehuda-Leyb Cahan: Contes populaires yiddish; traducteur du yiddish en français : Frédéric R Garnier; éditeur: Imago; 2009;  (ISBN 2849520799 et 978-2849520796)